# Záhorská Ves
Záhorská Ves je naseljeno mjesto u okrugu Malacky u Bratislavskom kraju u Slovačkoj.

## Stanovništvo
| Godina:     | 1993. | 2003.   | 2013.    | 2023.   |
| ----------- | ----- | ------- | -------- | ------- |
| Broj ljudi: | 1446  | 1587    | 1815     | 1854    |
| Razlika:    |       | +9,75 % | +14,36 % | +2,14 % |

| Godina:     | 2022. | 2023.   |
| ----------- | ----- | ------- |
| Broj ljudi: | 1859  | 1854    |
| Razlika:    |       | -0,26 % |

Prema podatcima o broju stanovnika iz 2023. godine naselje je imalo 1854 stanovnika.

## Vanjske poveznice
|  | Zajednički poslužitelj ima još gradiva o temi Záhorská Ves |

- Službena stranica naselja (sl.)